# La escritura del dios
"La escritura del Dios" es un cuento del autor argentino Jorge Luis Borges. Fue publicado inicialmente en  febrero de 1949 en la revista Sur, y añadido posteriormente a la colección de cuentos El Aleph del mismo año.
En el libro de 1968 Nueva antología personal, donde el autor argentino recogió algunos de sus textos favoritos, apareció este cuento en la sección de ensayos, dando a entender que Borges lo diseñó más como una reflexión que como una historia ficticia.

## Contenido
Pese a tratarse de una historia ficcional en primera persona, el cuento funciona como una especulación sobre el lenguaje y la palabra divina.
Un narrador sin nombre está encerrado en una cárcel "profunda y de piedra" durante años, lo que le hace comenzar a dedicar su tiempo en intentar recordar todo lo que sabe. Esto le lleva a reflexionar sobre cómo se comunicaría Dios en caso de querer hacerlo.
La reflexión le lleva a imaginar una palabra, que ciertas mitologías identifican con un tigre, que significaría el total de la realidad. Esta especulación acaba haciéndole sentir que hablar sobre cómo se comunicaría Dios es hacerle ver como un ser inferior y se retira de intentar explicar esa palabra.

## Interpretación
En estas reflexiones Borges deja clara una de sus mayores preocupaciones literarias: la totalidad. Es especialmente notoria la presencia de este tema en el cuento final de la colección El Aleph, que da nombre al libro.
En ambos cuentos, el narrador reflexiona sobre la naturaleza del lenguaje humano y sus limitaciones para explicar la realidad en su conjunto; mientras que el Aleph es un objeto capaz de presentar el mundo al completo y la palabra divina sería suficiente para describir la realidad, el lenguaje humano nunca será capaz de expresarlo con plenitud.
Este tema sobre las limitaciones del lenguaje están muy presente en muchos textos borgeanos, donde se presentan situaciones u objetos imaginarios que parecen imposibles de describir con palabras. El tratamiento que hace sobre el tema es una muestra del claro interés del argentino en la filosofía, que en esos años empezaba a centrarse en el estudio del lenguaje, y su amplia erudición.